# Креуса (дочь Приама)
Креуса (др.-греч. Κρέουσα, лат. Creusa) — персонаж древнегреческой мифологии. Дочь Приама и Гекубы, первая жена Энея.
Изображена на картине Полигнота в Дельфах в числе троянских пленниц. Однако говорят, что Матерь богов и Афродита спасли её от рабства у эллинов. Её призрак является Энею.

## Мифология
Смерть Креусы по воле богов кратко описана Вергилием в «Энеиде». Когда Трою захватывают греки, Эней отправляется в свой дом, чтобы вывести отца, Анхиса, супругу Креусу и их сына Аскания из города в сельскую местность. Анхис отказывается покидать дом, что побуждает самого Энея остаться в Трое. Он решает что лучше с честью погибнуть в битве, вместо того, чтобы бросить отца. Креуса не соглашается и умоляет подумать о том, что станет с семьёй, если Энея убьют. В этот момент Асканий загорается неземным пламенем. Пламя быстро гасится водой. Анхис считает это добрым предзнаменованием Юпитера, что подтверждается падающей звездой. После чего он соглашается бежать из Трои. Семья выходит из дома, мужчины с ребёнком держатся вместе, тогда как Креуса следует за ними на некотором расстоянии. Пробираясь через город, они достигают ворот и ускоряют ход, заметив, что греки, похоже, догоняют их. Креуса отстаёт, не в силах поспеть за мужчинами. Достигнув храма Цереры за пределами города, Эней оставляет там Анхиса и Аскания, чтобы вернуться на поиски Креусы. Эней, уже пребывая в отчаянии, обыскивает город, но находит только дух Креусы, который сообщает мужу, что ей суждено остаться в Трое. Дух предсказывает путешествие Энея в Гесперию (Италию), и будущий брак с другой женщиной. Наконец она просит Энея позаботиться об их совместном ребёнке, Аскание, после чего исчезает. Эней трижды пытается удержать её, но его попытки безуспешны.

## В астрономии
В честь Креусы назван астероид (488) Креуза, открытый в 1902 году.